# اندرو لینکلیتر
اندرو لینکلیتر (به انگلیسی: Andrew Linklater) استاد و نظریه‌پرداز روابط بین‌الملل اهل اسکاتلند است.

## کتابشناسی

### ترجمه‌ها آثار به فارسی
- ۱. آرمان‌گرایی و واقع گرایی، پدیدآورنده: لیلا سازگار (مترجم)، لی لا سازگار (مترجم)، اندرو لینکلیتر (ویراستار) ناشر: مرکز مطالعات وزارت امور خارجه، مؤسسه چاپ و انتشارات - چاپ اول ۱۳۸۵
- ۲. مارکسیسم، علیرضا طیب (مترجم) ناشر: وزارت امور خارجه، مؤسسه چاپ و انتشارات - ۲۸ آبان، ۱۳۸۵
- ۳. نظریه هنجارگذار و روابط بین‌الملل، لی لا سازگار (مترجم) ناشر: مرکز مطالعات وزارت امور خارجه، مؤسسه چاپ و انتشارات - چاپ اول ۱۳۸۵
- ۴. نظریه هنجارگذار و آینده نظم جهانی، لی لا سازگار (مترجم) ناشر: مرکز مطالعات وزارت امور خارجه، مؤسسه چاپ و انتشارات - چاپ اول ۱۳۸۵
- ۵. ماهیت و هدف نظریه روابط بین‌الملل

پدیدآورنده: لیلا سازگار (مترجم)، لی لا سازگار (مترجم)، اندرو لینکلیتر (ویراستار)
ناشر: مرکز مطالعات وزارت امور خارجه، مؤسسه چاپ و انتشارات - چاپ اول ۱۳۸۵.
- ۶. جامعه و همکاری در روابط بین‌الملل

پدیدآورنده: بهرام مستقیمی (مترجم)، اندرو لینکلیتر (ویراستار)
ناشر: وزارت امور خارجه، مؤسسه چاپ و انتشارات - ۰۶ آذر، ۱۳۸۵
- ۷. صلح لیبرالی

پدیدآورنده: علیرضا طیب (مترجم)، اندرو لینکلیتر (ویراستار)
ناشر: وزارت امور خارجه، مؤسسه چاپ و انتشارات - ۱۷ خرداد، ۱۳۸۸
- ۸. چالش علم و سنت، بهرام مستقیمی (مترجم) ناشر: وزارت امور خارجه، مؤسسه چاپ و انتشارات - ۲۸ آذر، ۱۳۸۸
- ۹. جامعه‌شناسی تاریخی و روابط بین‌الملل، علیرضا طیب (مترجم) ناشر: وزارت امور خارجه، مؤسسه چاپ و انتشارات - ۰۲ دی، ۱۳۸۸
- ۱۰. نوواقع گرایی، نظریه انتقادی و مکتب برسازی، علیرضا طیب (مترجم) ناشر: وزارت امور خارجه، مؤسسه چاپ و انتشارات - ۲۵ خرداد، ۱۳۸۹
- ۱۱. نظریه‌های روابط بین‌الملل، پدیدآورنده: اندرو لینکلیتر، اسکات برچیل، جک دانلی، ماتیو پترسن، کریستین رویس اسمیت، ریچارد دیویتاک، جکی ترو، حمیرا مشیرزاده (مترجم)، روح‌الله طالبی آرانی (مترجم)

ناشر: میزان - ۰۵ دی، ۱۳۹۱

### تالیفات
- The Problem of Harm in World Politics: Theoretical Investigations, Cambridge University Press, 2011.
- Critical Theory and World Politics: Citizenship, sovereignty and humanity, Routledge, 2007.
- The English School of International Relations: A Contemporary Assessment (with Hidemi Suganami), Cambridge University Press, 2006.
- Theories of International Relations (edited with Scott Burchill), Palgrave Macmillan, 2005. (Now on its fourth edition, originally published in 1996)
- Political Loyalty and the Nation-State (edited with Michael Waller), Routledge, 2003.
- International Relations: Critical Concepts in Political Science, Routledge, 2000
- The Transformation of Political Community: Ethical Foundations of the Post-westphalian Era, Polity Press, 1998.
- Boundaries in Question: New Directions in International Relations, (edited with John MacMillan) Frances Pinter, 1995.
- Beyond Realism and Marxism: Critical Theory and International Relations, MacMillan Press, 1990.
- New Horizons in Politics: Essays with an Australian Focus, (edited with Hugh V. Emy), Allen and Unwin, 1990.
- Men and Citizens in the Theory of International Relations, MacMillan Press, 1982.
- New Dimensions in World Politics, (edited with G. Goodwin) Croom Helm, 1975.